# Кривіцький Олександр Олексійович
Кривіцький Олександр Олексійович (30 березня 1886–9 грудня 1946) — педагог і краєзнавець. 
Народився в с. Дзигівка (нині село Ямпільського району Вінницької обл.) в учительській родині. 1907 закінчив вищі 4-річні пед. курси Черняєва в Санкт-Петербурзі. Володів, окрім української та російської, також німецькою і польською мовами, знав французьку й англійську. Був обізнаний із світовою літературою, фізикою, археологією, біологією, геологією, історією. Наприкінці 1910 переїхав у містечко Озаринці (нині село Могилів-Подільського району Вінницької обл.), розташоване на р. Немія (притока Дністра) за 10 км від Могилева (нині м. Могилів-Подільський). 1 січня 1911 став учителем Озаринецької початкової (2-річної) школи, з якою в подальшому переплелося все його життя. На громад. засадах займався археологічними, етнографічними й геологічними дослідженнями, організував краєзнавчу роботу серед учнів, опублікував низку праць у галузі геології. Був знайомий із М.Старицьким, М. Л. Кропивницьким, К.Квіткою (останній двічі приїздив до нього в Озаринці, вивчав тут місцеві звичаї й традиції, у містечку жили переважно українці, поляки та євреї). 1921, по завершенні української революції 1917—1921, влаштувався працювати зав. курсів соціального виховання в Могилеві-Подільському. Деякий час на цих курсах читала дитячу літературу Олена Пчілка. 1923–24 був зав. райнаросвіти. Організував в Озаринцях хоровий і драматичний гуртки. Підтримував відкриту 1922 в Озаринцях єврейську трудову школу, рекомендував на посаду її завідувача Н.Хандроса. 1925 повернувся в Озаринці й працював тут (до 1931) завідувачем Озаринецької 7-річної школи. У цей час за його участю було створено місцевий геологічний музей. 1926 передав зібрану археол. колекцію Всеукраїнському історичному музеєві ім. Т.Шевченка. 1927 був обраний чл. ради Всеукраїнського етнографічного товариства. Від 1931 — дир. Могилів-Подільського гірничого технікуму. 1933, щоб уникнути переслідувань з боку спецслужб (місц. регіон сильно постраждав у роки голодомору 1932—1933 років в УСРР), переїхав до м. Сталіно (нині м. Донецьк), де працював учителем семирічки. Наприкінці 1930-х рр. був заарештований у зв'язку з висунутою вінницькими слідчими НКВС УРСР (див. також Вінницька трагедія) проти нього і його «групи» з 28 осіб, у тому числі і його рідного брата Миколи (також учителя), сфабрикованою справою про участь в антирадянській українській націоналістичній організації. Визнав себе винним, і суд засудив його до позбавлення волі строком на 3 роки з відбуванням покарання у віддалених місцевостях і пораженням у правах іще на 2 роки. Він оскаржив це рішення, мотивуючи це тим, що визнав свою провину, оскільки був важко хворим і не міг відстоювати себе, а також тим, що за своїми політичними переконаннями ніколи не був націоналістом, а до жовтневих подій 1917 тричі (1905, 1906, 1907) був заарештований. У лютому 1940 суд задовольнив скаргу К., справу проти нього було закрито, а його самого звільнено. Його брат після засудження був відправлений відбувати покарання, помер у таборах.
1944, після визволення окупованих на початку Великої вітчизняної війни Радянського Союзу 1941—1945 румунськими військами укр. земель (с. Озаринці за часів окупації належало до Трансністрії), знову повернувся працювати вчителем в Озаринецьку серед. школу (перехід до статусу середньої — 10-річної — школа завершила 1937).
Помер у с. Озаринці. За бажанням удови — Марії — був похований біля церкви. У жовтня 1969 на вимогу властей його син — Іполит — перепоховав прах свого батька на сільському кладовищі.
На честь К. названа його іменем одна з вулиць с. Озаринці.